# Commodore 1581

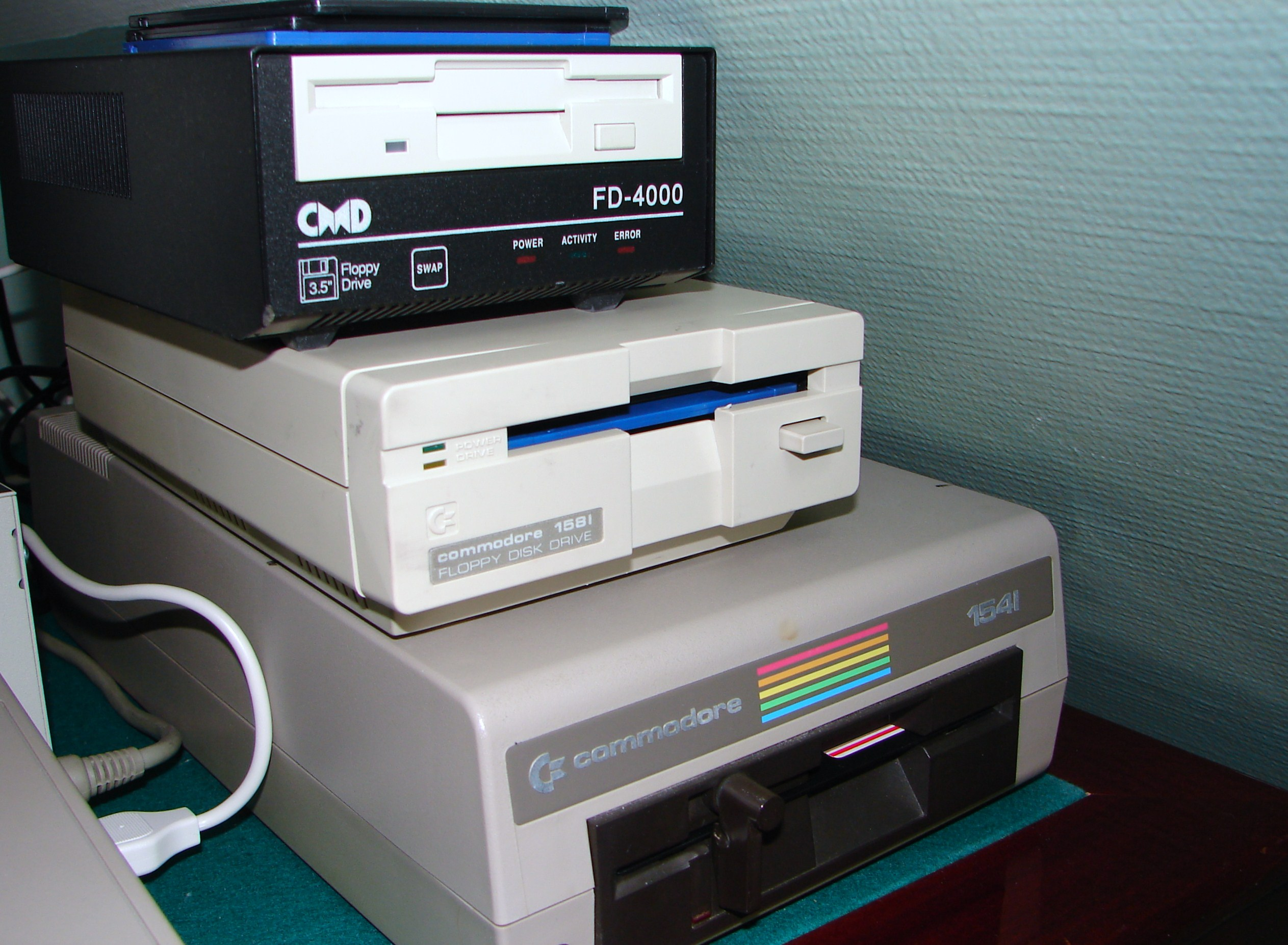
Commodore 1541, Commodore 1581 y CMD-FD4000

La Commodore 1581 es una unidad de disquete de doble densidad y doble cara de 3½ pulgadas que fue lanzada por Commodore Business Machines (CBM) en 1987, principalmente para sus computadoras personales C64 y C128. El disco almacena 800 kilobytes usando una codificación MFM pero diferentes de los formatos MS-DOS (720 kB), Amiga (880 kB) y Mac Plus (800 kB). Con un software especial, es posible leer discos C1581 en un sistema de PC x86, y del mismo modo, leer MS-DOS y otros formatos de discos en el C1581, usando Big Blue Reader. Esta capacidad se usaba con mayor frecuencia para leer discos de MS-DOS. La unidad fue lanzada a mediados de 1987 y rápidamente se hizo popular entre los operadores de BBS y otros usuarios. 
Al igual que el 1541 y el 1571, el 1581 tiene una CPU MOS Technology 6502 integrada con su propia ROM y RAM, y utiliza una versión en serie de la interfaz IEEE-488. Inexplicablemente, la ROM de la unidad contiene comandos para uso paralelo, aunque no había una interfaz paralela disponible. A diferencia del 1571, que es casi 100% retrocompatible con el 1541, el 1581 solo es compatible con unidades Commodore anteriores en el nivel DOS y no puede utilizar software que realice un acceso de disco de bajo nivel (como lo hace la gran mayoría de los juegos Commodore 64).
La versión de Commodore DOS integrada en el 1581 agregó soporte para particiones, que también podrían funcionar como subdirectorios de asignación fija. Los subdirectorios de estilo PC fueron rechazados por ser demasiado difíciles de trabajar en términos de mapas de disponibilidad de bloques, entonces todavía en boga, y que durante algún tiempo había sido la forma tradicional de investigar la disponibilidad de bloques. El 1581 admite el modo de ráfaga del C128 para un acceso rápido al disco, pero no cuando está conectado a una máquina Commodore más antigua como la Commodore 64. El 1581 proporciona un total de 3160 bloques libres cuando se formatea (un bloque es igual a 256 bytes). El número de entradas permitidas en el directorio también se incrementó a 296. Con una capacidad de almacenamiento de 800 kB, el 1581 es la unidad de bus serie de mayor capacidad que haya fabricado Commodore (el SFD-1001 de 1 MB utiliza el IEEE-488 paralelo), y el único de 3½". Sin embargo, a partir de 1991, Creative Micro Designs (CMD) creó el FD-2000 de alta densidad (1,6 MB) y el FD-4000 de densidad extra alta (3,2 MB) para disquetes de 3½", que ofrecen no solo un modo de emulación 1581 sino también modos de compatibilidad 1541 y 1571. 
Al igual que el 1541 y el 1571, una cola de trabajos casi idéntica está disponible para el usuario en la página cero (excepto para el trabajo 0), lo que proporciona grados excepcionales de compatibilidad.
A diferencia de los 1541 y 1571, el formato de disco de bajo nivel utilizado por el 1581 es lo suficientemente similar al formato MS-DOS, ya que el 1581 está construido alrededor de un chip controlador de disquete WD1770 FM/MFM. El formato de disco del 1581 consta de 80 pistas y diez sectores de 512 bytes por pista, utilizados como 20 sectores lógicos de 256 bytes cada uno. Se requiere un software especial para leer discos formateados en el 1581 en una PC debido a los diferentes sistemas de archivos. También se requiere una unidad de disquete interna y un controlador; Las unidades de disquete USB funcionan estrictamente a nivel del sistema de archivos y no permiten el acceso a discos de bajo nivel. Sin embargo, el chip controlador WD1770 fue el origen de algunos problemas iniciales con las unidades 1581 cuando se retiraron las primeras ejecuciones de producción debido a una alta tasa de fallas; El problema se corrigió rápidamente. Las versiones posteriores de la unidad 1581 tienen una fuente de alimentación externa más pequeña y de aspecto más aerodinámico. 

## Especificaciones
| Cantidad                      | Valor                                                                                                 |
| ----------------------------- | --- |
| CPU integrada                 | MOS 6502 a 2 MHz                                                                                      |
| RAM                           | 8 kB                                                                                                  |
| ROM                           | 32 kB                                                                                                 |
| Controlador de disco          | WD1770 o WD1772                                                                                       |
| Controlador de comunicaciones | MOS 8520A                                                                                             |
| Protocolos de transferencia   | Serie estándar y rápida; modo de ráfaga; y comandos para la interfaz paralela (esta última no se usa) |
| Tipo de disco                 | 3,5 pulgadas                                                                                          |
| Formato de almacenamiento     | MFM, doble densidad, doble cara                                                                       |
| Interfaz                      | IEEE-488 propietaria                                                                                  |
| Energía                       | 5 V, 1 A (5 VA) 12 V a 0,5 A (6 VA)                                                                   |

### Estructura de disco formateada en el 1581
El disco 1581 tiene 80 pistas lógicas, cada una con 40 sectores lógicos (el diseño físico real del disquete se abstrae y administra mediante una capa de traducción de hardware). El directorio comienza en 40/3 (pista 40, sector 3). El encabezado del disco está en 40/0, y el BAM (mapa de disponibilidad de bloques) reside en 40/1 y 40/2. 
Contenido del encabezado 
```
$ 00–01 Referencia T / S al primer sector de directorio (40/3)
  02 versión DOS ('D')
 04-13 Etiqueta de disco, $ A0 acolchada
 16-17 ID de disco
 19-1A tipo DOS ('3D') 
```

Contenido BAM, 40/1 
```
 $ 00–01 T / S para el próximo sector BAM (40/2)
  02 versión DOS ('D')
 04-05 ID de disco
  06 byte de E / S
  07 Bandera de arranque automático
 Entradas BAM 10-FF para las pistas 1-40 
```

Contenido BAM, 40/2 
```
 $ 00–01 00 / FF
  02 versión DOS ('D')
 04-05 ID de disco
  06 byte de E / S
  07 Bandera de arranque automático
 Entradas BAM 10-FF para las pistas 41-80 
```